# پروژه همکاری شماره ۶
پروژه همکاری شماره ۶ (انگلیسی: No. 6 Collaborations Project) آلبومی از هنرمند اهل بریتانیا اد شیرن است. این آلبوم در تاریخ ۱۲ ژوئیه ۲۰۱۹ توسط آتلانتیک رکوردز منتشر شد. در این آلبوم اد شیرن همکاری با جاستین بیبر, کامیلا کابیو, امینم, فیفتی سنت, کاردی بی, الا مای و برونو مارس داشته است.